# Даничев
Даничев (укр. Даничів) — село в Корецкой городской общине Ровненского района Ровненской области Украины.
До 2020 года входило в Корецкий район.
Население по переписи 2001 года составляло 807 человек. Почтовый индекс — 34741. Телефонный код — 3651.